# حادثة قطار تشورلو (تركيا)
حادثة قطار تشورلو (أو حادثة قطار تكيرداغ) هو حادث دموي لانحراف قطار سكك حديدية وقع في الثامن من يوليو لعام 2018 في مدينة تشورلو في مقاطعة تيكرداغ شمال غرب تركيا حيث خرج القطار عن مساره ليتسبب في مقتل 24 راكباً وإصابة 318 آخرين منهم 42 شخصاً في حالة حرجة.
العديد من مصادر الأنباء الروسية ذكرت أن سياحاً روس كانوا من بين الجرحى. وقد فرضت رئاسة الوزراء حظراً مؤقت حينها على بث الحادث ونشره.
وقالت وزارة النقل والاتصالات والملاحة البحرية التركية في بيان لها إن سبب الحادث يعود إلى انزلاق التربة من تحت القضبان الحديدية نتيجة الأمطار الغزيرة.